# Епархия Элевтерополиса Палестинского
Епархия Элевтерополиса Палестинского (лат. Dioecesis Eleutheropolitana in Palaestina) — в настоящее время титулярная епархия Римско-Католической церкви, в прошлом — епархия Цезарийской митрополии Антиохийского патриархата.

## История
Античный город Елевферополь, который находился в римской провинции Первой Палестины диоцеза Восток, в первые века христианства был центром одноимённой епархии, входившей в Цезарийскую митрополию Антиохийского патриархата. Епархия прекратила своё существование в VI веке. В настоящее время археологические раскопки этого города находятся на территории кибуца Бейт-Говрин.

## Греческие епископы
- епископ Макрин (упоминается в 325 году);
- епископ Эций (341—347);
- епископ Теофил (359—362), назначен епископом Кастабалы;
- епископ Евтихий (упоминается в 363 году);
- епископ Турбий (около 380/390 годов);
- епископ Зебенн (393—415);
- епископ Грегорий (упоминается в 518 году);
- епископ Афанасий (упоминается в 536 году).

## Титулярные епископы
- епископ Johannes Werner von Veyder (12.11.1703 — 30.10.1723);
- Jean François Fouquet S.J. (21.03.1725 — 14.03.1741);
- епископ James Murphy (8.05.1798 — 3.11.1801), назначен епископом Глогера;
- епископ Францишек Левинский (3.07.1826 — 15.07.1854);
- епископ Eustachio Vito Modesto Zanoli O.F.M.Ref. (7,08.1857 — 17.05.1883);
- епископ Théodore-Herman Rutjes C.I.C.M. (11.12.1883 — 4.08.1896);
- епископ Болеслав Иероним Клопотовский (2.08.1897 — 14.12.1899), назначен епископом луцким и житомирским;
- епископ František Borgia Krásl (27.07.1901 — 27.07.1907);
- епископ Paul-Eugène Roy (8.04.1908 — 26.06.1914), назначен титулярным архиепископом Селевкии Перийской;
- епископ Nicolás de Carlo (2.08.1918 — 1.08.1940), назначен епископом Ресистенсии;
- епископ Michel Thomas Verhoeks C.M. (16.10.1941 — 8.05.1952);
- епископ Giuseppe de Nardis (1.04.1953 — 18.12.1956);
- епископ Alfred Matthew Stemper M.S.C. (5.07.1957 — 15.11.1966);
- * вакансия с 1966 года.

## Источник
- Annuario Pontificio, Libreria Editrice Vaticana, Città del Vaticano, 2003, стр. 812, ISBN 88-209-7422-3
- Pius Bonifacius Gams, Series episcoporum Ecclesiae Catholicae, Leipzig 1931, p. 453  (лат.)
- Gaetano Moroni, Dizionario di erudizione storico-ecclesiastica, vol. 21, p. 196  (итал.)
- Konrad Eubel, Hierarchia Catholica Medii Aevi, vol. 5, p. 193; vol. 6, p. 206; vol. 7, p. 185; vol. 8, pp. 257—258  (лат.)